# Philadelphus microphyllus
Philadelphus microphyllus là một loài thực vật có hoa trong họ Tú cầu. Loài này được A. Gray miêu tả khoa học đầu tiên năm 1849.

## Hình ảnh

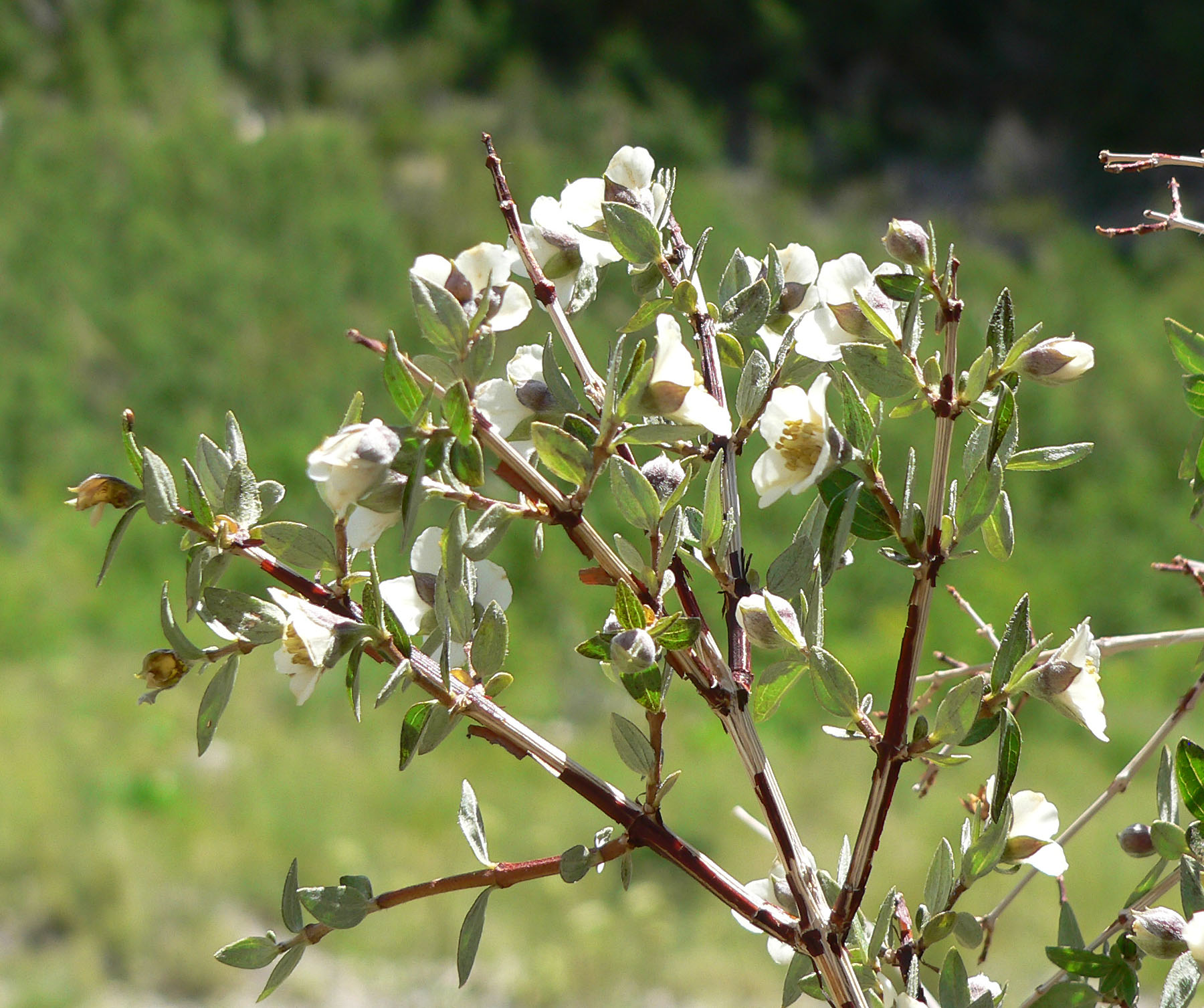
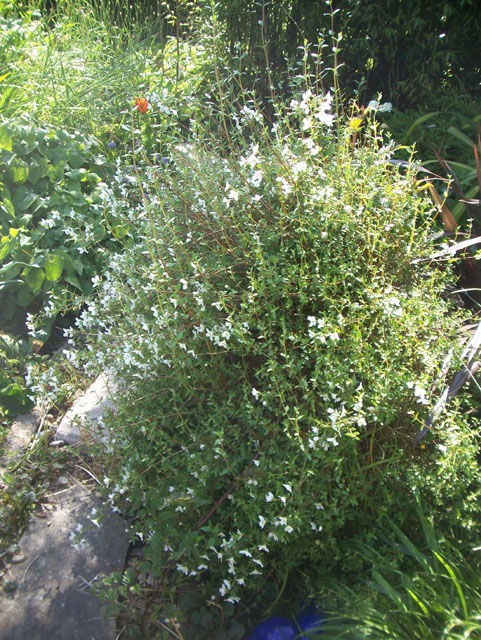
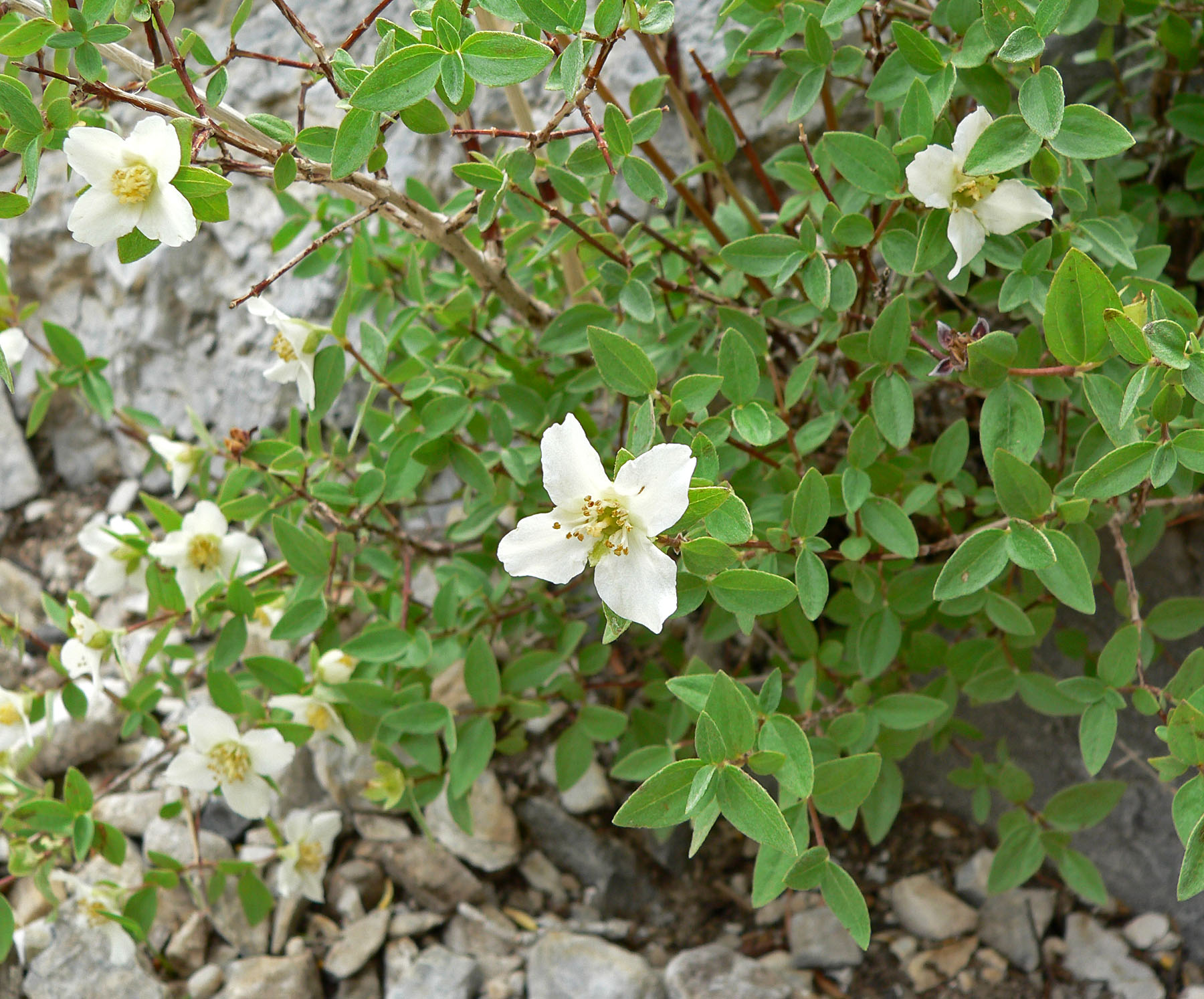
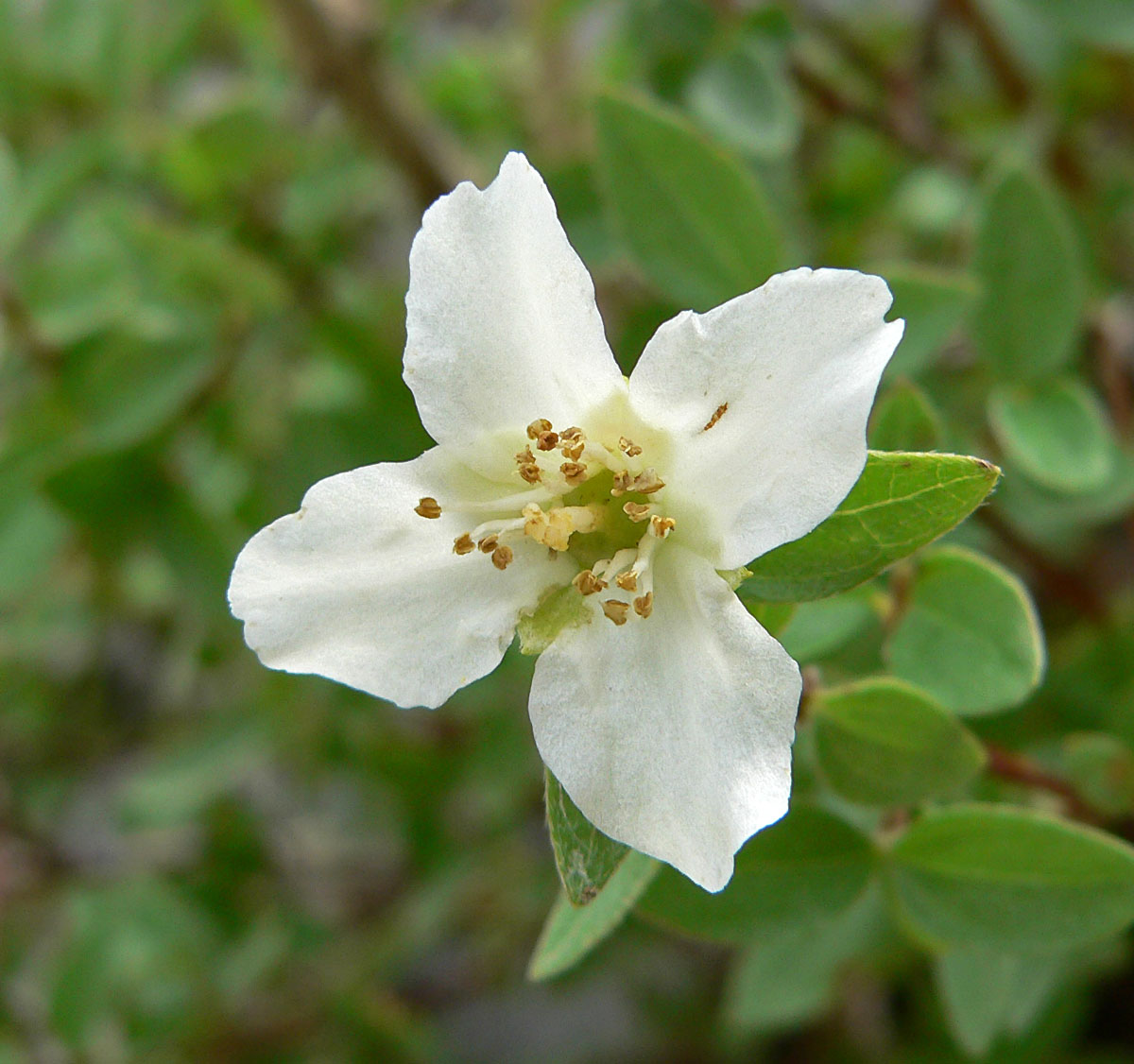